# 北郷三久
北郷 三久（ほんごう みつひさ）は、日向国及び薩摩国の戦国武将。平佐（現在の鹿児島県薩摩川内市平佐町）領主。北郷氏宗家 10代の北郷時久の三男であり、11代の北郷忠虎の弟であったが、別家を興し、平佐北郷氏の初代となる。また、母である北郷忠孝の娘は、島津義弘の先妻であり、義弘の娘御屋地を出産した後、時久の後妻となったので、三久と御屋地は異父姉弟となる。

## 経歴
天正元年（1573年）日向国都城生まれ。島津氏の有力支族である北郷氏の一員として島津氏の下で、小田原征伐や文禄・慶長の役に従軍した。文禄3年（1594年）、忠虎の命により三股（宮崎県三股町）を領する。同年10月、忠虎が朝鮮巨済島において病死したが、前当主である時久は高齢であり、次期当主長千代丸は幼少であったため、島津氏は、島津義久と島津義弘の連署により、長千代丸が17歳になるまで、三久が北郷氏の家督代を務めるよう命じた。
文禄4年（1595年）、豊臣秀吉の命により、島津氏家中の所領替えが行われ、北郷氏宗家は都城から祁答院へ、三久も三俣から平佐へと移転させられ、都城は伊集院忠棟の領地となった。北郷氏にとって都城地方は、足利尊氏から与えられて以来継続して領してきた地であり、以後、都城復帰が北郷氏の悲願となった。
慶長元年（1596年）、三久は、島津義弘に従い朝鮮へ渡海し各地を転戦した。特に、泗川の戦いでは、三久勢は敵の首を4,146討ち取ったと伝えられている。
朝鮮から帰国後、島津氏と伊集院氏の戦いである庄内の乱が勃発した。これは、北郷氏都城復帰の好機であり、三久は、島津忠恒に従い、長千代丸を補佐し一族を挙げて伊集院忠真と戦った。北郷氏の活躍に対し忠恒は感状を送っている。徳川家康の仲介により乱が終結した後、伊集院氏は頴娃へ移され、北郷氏は念願の都城復帰を果たした。なお、三久は庄内の乱終結後も都城へ戻ることなく平佐を領し、元和6年（1620年）に48歳で死去した。墓は薩摩川内市の梁月寺跡に現存している。
後に、都城の北郷氏宗家は島津氏の命により島津姓に復したが、平佐北郷氏は北郷の家名を保ち、島津氏の重臣として存続した。

## 税所敦朝の殉教
三久の家臣であった税所敦朝は、キリスト教禁止後に洗礼を受けたので、三久は棄教を命じたが、敦朝はこれに従わず処刑され、薩摩国初の殉教者となった。